# Phorinia convexa
Phorinia convexa là một loài ruồi trong họ Tachinidae.